# Yvonand
Yvonand é uma comuna da Suíça, situada no distrito de Jura-Nord Vaudois, no cantão de Vaud. Tem 13,38 km² de área e sua população em 2018 foi estimada em 3.427 habitantes.